# Singapur Open 1994
Die Singapur Open 1994 im Badminton fanden vom 13. bis 17. Juli 1994 im Singapore Indoor Stadium in Singapur statt.

## Sieger und Platzierte
| Disziplin    | Gold                        | Silber                            | Bronze                             |
| ------------ | --------------------------- | --------------------------------- | ---------------------------------- |
| Herreneinzel | Ardy Wiranata               | Hermawan Susanto                  | Thomas Stuer-Lauridsen             |
| Herreneinzel | Ardy Wiranata               | Hermawan Susanto                  | Alan Budikusuma                    |
| Dameneinzel  | Ra Kyung-min                | Yuliani Santosa                   | Mia Audina                         |
| Dameneinzel  | Ra Kyung-min                | Yuliani Santosa                   | Hisako Mizui                       |
| Herrendoppel | Ricky Subagja Rexy Mainaky  | Jon Holst-Christensen Thomas Lund | Cheah Soon Kit Soo Beng Kiang      |
| Herrendoppel | Ricky Subagja Rexy Mainaky  | Jon Holst-Christensen Thomas Lund | Chen Hongyong Chen Kang            |
| Damendoppel  | Ge Fei Gu Jun               | Gil Young-ah Kim Mee-hyang        | Lotte Olsen Lisbet Stuer-Lauridsen |
| Damendoppel  | Ge Fei Gu Jun               | Gil Young-ah Kim Mee-hyang        | Eliza Nathanael Zelin Resiana      |
| Mixed        | Thomas Lund Marlene Thomsen | Jon Holst-Christensen Rikke Olsen | Joko Mardianto Rosiana Tendean     |
| Mixed        | Thomas Lund Marlene Thomsen | Jon Holst-Christensen Rikke Olsen | Gillian Gowers Michael Søgaard     |

## Finalergebnisse
| Disziplin    | Sieger                      | Finalist                          | Ergebnis          |
| ------------ | --------------------------- | --------------------------------- | ----------------- |
| Herreneinzel | Ardy Wiranata               | Hermawan Susanto                  | 15:10, 4:15, 15:9 |
| Dameneinzel  | Ra Kyung-min                | Yuliani Santosa                   | 12:9, 11:5        |
| Herrendoppel | Rexy Mainaky Ricky Subagja  | Jon Holst-Christensen Thomas Lund | 15:6, 15:8        |
| Damendoppel  | Ge Fei Gu Jun               | Gil Young-ah Kim Mee-hyang        | 15:7, 18:16       |
| Mixed        | Thomas Lund Marlene Thomsen | Jon Holst-Christensen Rikke Olsen | 15:1 18:15        |